# Ribeirão Preto Challenger 1991
Il Ribeirão Preto Challenger 1991 è stato un torneo di tennis facente parte della categoria ATP Challenger Series nell'ambito dell'ATP Challenger Series 1991. Il torneo si è giocato a Ribeirão Preto in Brasile dal 6 al 12 maggio 1991 su campi in terra rossa.

## Vincitori

### Singolare
Roberto Jabali ha battuto in finale  Felipe Rivera con il punteggio di 6–3, 4–6, 7–6

### Doppio
Ricardo Acioly /  Mauro Menezes hanno battuto in finale  Steve Bryan /  T. J. Middleton con il punteggio di 6–3, 6–4